# Menyanthaceae
Famille
Classification APG III (2009)
La famille des Menyanthaceae (Ményanthacées) regroupe des plantes dicotylédones ; elle comprend 40 espèces réparties en 5 genres.
Ce sont des plantes herbacées, pérennes, aquatiques ou semi-aquatiques.
Cette famille est représentée en France par le trèfle d'eau (Menyanthes trifoliata) et Nymphoides peltata.

## Étymologie
Le nom vient du genre type Menyanthes, issu de Minyanthes (Minyanthes triphyllon), probablement l'ancien nom grec de l'espèce Menyanthes trifoliata, dérivé du grec μινυθο / minytho, « diminuer ; amoindrir », et άνθος  / anthos, fleur, en référence à la floraison qui se déroule sur une courte période.

## Classification
La classification phylogénétique situe cette famille dans l'ordre des Asterales.

## Liste des genres
Selon Angiosperm Phylogeny Website (12 nov. 2015), NCBI (12 nov. 2015) et DELTA Angio (12 nov. 2015) :
- Liparophyllum (en)
- Menyanthes
- Nephrophyllidium
- Nymphoides
- Villarsia (en)

Selon ITIS (12 nov. 2015) :
- Menyanthes L.
- Nephrophyllidium Gilg
- Nymphoides Hill

## Liste des espèces
Selon NCBI (12 Jul 2010) :
- genre Liparophyllum
  - Liparophyllum gunnii
- genre Menyanthes
  - Menyanthes trifoliata
- genre Nephrophyllidium
  - Nephrophyllidium crista-galli
- genre Nymphoides
  - Nymphoides aquatica
  - Nymphoides aurantiaca
  - Nymphoides cordata
  - Nymphoides crenata
  - Nymphoides cristata
  - Nymphoides exigua
  - Nymphoides exiliflora
  - Nymphoides geminata
  - Nymphoides indica
  - Nymphoides minima
  - Nymphoides peltata
  - Nymphoides spinulosperma
  - Nymphoides thunbergiana
- genre Villarsia
  - Villarsia albiflora
  - Villarsia calthifolia
  - Villarsia cambodiana
  - Villarsia capensis
  - Villarsia capitata
  - Villarsia congestiflora
  - Villarsia exaltata
  - Villarsia goldblattiana
  - Villarsia lasiosperma
  - Villarsia latifolia
  - Villarsia manningiana
  - Villarsia marchantii
  - Villarsia parnassiifolia
  - Villarsia reniformis
  - Villarsia submersa
  - Villarsia umbricola
  - Villarsia violifolia